# Adam Darski
Adam Michał Darski (Gdynia, 10 juni 1977), artiestennaam Nergal, is een Pools zanger en gitarist van Behemoth, een Poolse blackened-deathmetalband. Darski speelt slag-, solo-, bas- en akoestische gitaar en is daarnaast de zanger van de band. Hij is tevens manager van Behemoth sinds de oprichting.
Zijn artiestennaam is ontleend aan een gelijknamige god uit de Babylonische mythologie.

## Privé
Darski volgde aan de Universiteit Gdańsk een universitaire studie geschiedenis en één jaar Latijn en is het enige lid van Behemoth dat er al vanaf het begin deel van uitmaakt.
In 2011 was hij naast Katarzyna Szczot, Anna Dąbrowska en Andrzej Piaseczny jurylid in de eerste editie van The Voice of Poland dat vanaf september 2011 op TVP2 werd uitgezonden. Na seizoen 1 stopte hij gelijk weer. 
In 2007 scheurde Darski een bijbel aan flarden tijdens een concert in Gdynia. De uitgescheurde pagina's wierp hij in het publiek. Hij noemde het christendom "de grootste criminele sekte" en de Bijbel "een leugenachtig boek". Later staken fans de flarden in brand. Het All-Polish Committee for Defence Against Sects spande hierop een rechtszaak tegen Darski aan, omdat hij satanisme zou hebben gepropageerd. De zaak werd echter geseponeerd, aangezien er minstens twee verslagen nodig waren van mensen die zich beledigd voelden. In januari 2010 vroegen vier leden van de Poolse conservatieve partij Recht en Rechtvaardigheid aan de openbare aanklagers om de zaak te onderzoeken. De rechter stelde in augustus 2011 Darski in het gelijk met de overweging dat het gebeuren 'een vorm van kunst was'.
Sinds 2009 heeft hij bij ESP Guitars een eigen signature model, de zevensnarige ESP Hex7.
In augustus 2010 werd bij hem leukemie gediagnostiseerd. Na intensieve behandeling, onder meer met een beenmergtransplantatie en chemotherapie, kondigde hij datzelfde jaar nog zijn volledige genezing aan. Sindsdien gaat hij door het leven met kort haar.
Van 2009 tot en met 2011 had hij een relatie met de Poolse popzangeres Doda, waarmee ze met grote regelmaat onderwerp van gesprek waren in diverse media. Uiteindelijk bleken hun werelden toch te veel uit elkaar te liggen om de relatie in stand te kunnen houden.

## Discografie
| Datum | Artiest        | Album                                                  |
| ----- | -------------- | ------------------------------------------------------ |
| 1992  | Behemoth       | Endless Damnation                                      |
| 1993  | Behemoth       | The return of the northern moon                        |
| 1994  | Behemoth       | From the pagan vastlands                               |
| 1994  | Behemoth       | And the forests dream eternally                        |
| 1995  | Behemoth       | Sventevith (Storming near the Baltic)                  |
| 1996  | Czarne Zastepy | A tribute to KAT                                       |
| 1996  | Behemoth       | Grom                                                   |
| 1997  | Behemoth       | Bewitching the Pomerania (ep)                          |
|       | Behemoth       | Pandemonic Incantations                                |
| 1999  | Behemoth       | Satanica                                               |
|       |                | Originators of northern darkness (A tribute to Mayhem) |
| 2000  | Behemoth       | Thelema.6                                              |
|       |                | Tyrants from the abyss (A tribute to Morbid Angel)     |
| 2001  | Behemoth       | Antichristian Phenomenon (ep)                          |
| 2002  | Behemoth       | Zos Kia Cultus - Here and Beyond                       |
| 2003  | Behemoth       | Conjuration (ep)                                       |
| 2004  | Behemoth       | Demigod                                                |
| 2007  | Behemoth       | The Apostasy                                           |
| 2009  | Behemoth       | Evangelion                                             |
| 2014  | Behemoth       | The Satanist                                           |
| 2018  | Behemoth       | I Loved You AT Your Darkest                            |
| 2022  | Behemoth       | Opvs Contra Natvram                                    |

## Me And That Man
- "Songs Of Love And Death" (2017)

## Gastmuzikant
- Hermh - "Crying crown of trees" (1996)
- December's Fire - "Vae Victis" (1996) (gastvocalist)
- Damnation - "Coronation" (1997) (basgitaar)
- Hefeystos - "Psycho Cafe" (1998) (gastvocalist)
- Vader - "Revelations" (2002) (gastvocalist)
- Mess Age - "Self-Convicted" (gastvocalist)
- Corruption - "Orgasmusica" (2003) (gastvocalist)
- Sweet Noise - "Revolta" (gastvocalist)

- Bibsys: 1592544498643
- Bibliothèque nationale de France: cb171435398 (data)
- Gemeinsame Normdatei: 1076143725
- International Standard Name Identifier: 0000 0003 7287 4279
- Library of Congress Control Number: no2013069323
- MusicBrainz: 1c89a037-2505-4c87-890a-53f681c4bc57
- Nationale Bibliotheek van Polen: a0000002619868
- Virtual International Authority File: 288270048
- WorldCat: E39PBJvXfycgRb3d4y3BKwYpT3